# Colletes phaceliae
Colletes phaceliae är en biart som beskrevs av Cockerell 1906. Colletes phaceliae ingår i släktet sidenbin, och familjen korttungebin. Inga underarter finns listade i Catalogue of Life.